# والتر دبليو. في. فوستر
والتر دبليو. في. فوستر هو سياسي كندي، ولد في 19 يونيو 1908 في سانت جون في كندا، وتوفي في 10 مايو 1944 في تبلو في المملكة المتحدة. نشط حزبياً في الجمعية الليبرالية لنيو برونزويك ‏. وقد انتخب عضو الجمعية التشريعية لنيو برونزويك ‏.